# Robin McAuley

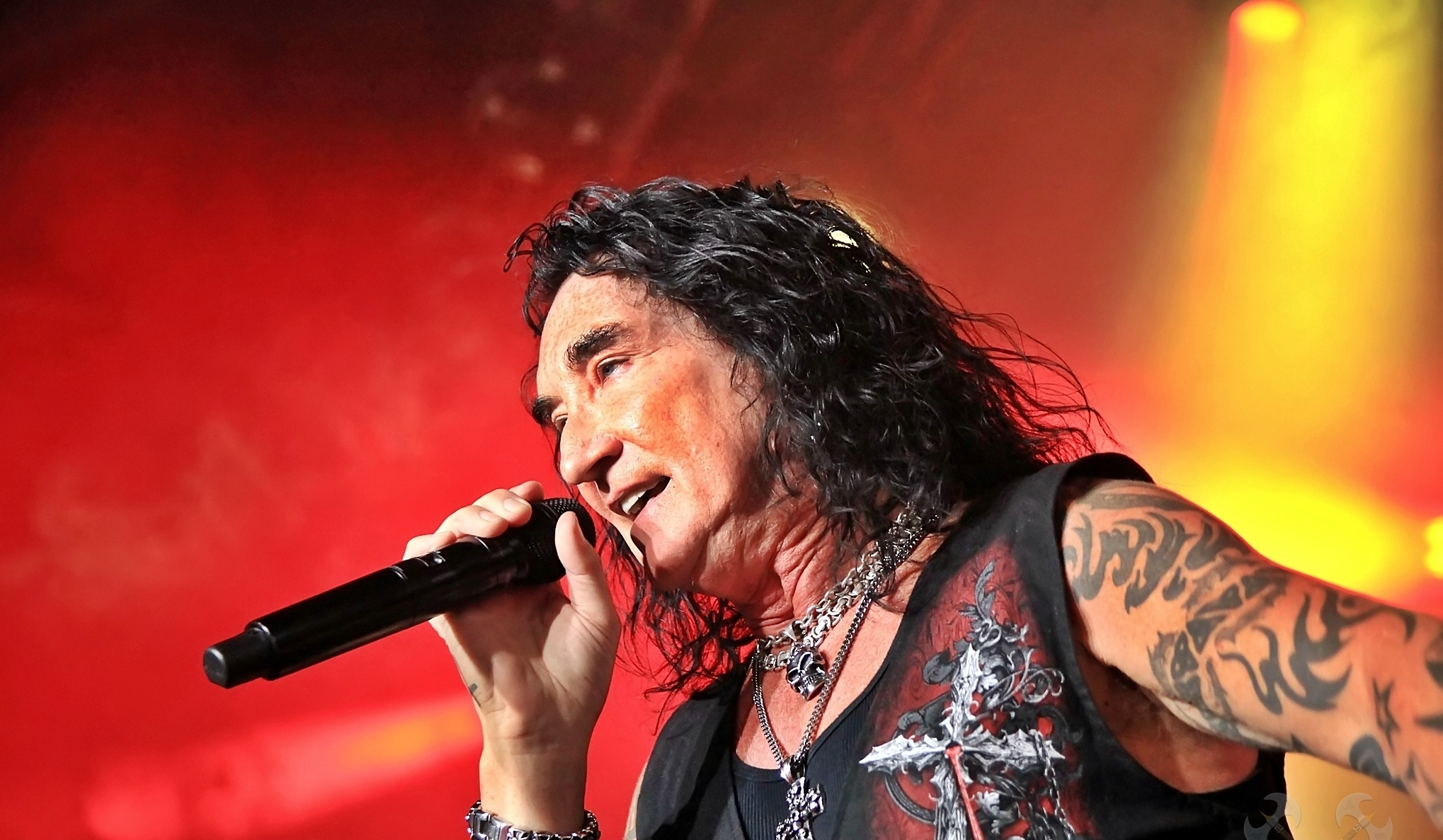
Robin McAuley während eines Konzerts in Pyras 2023

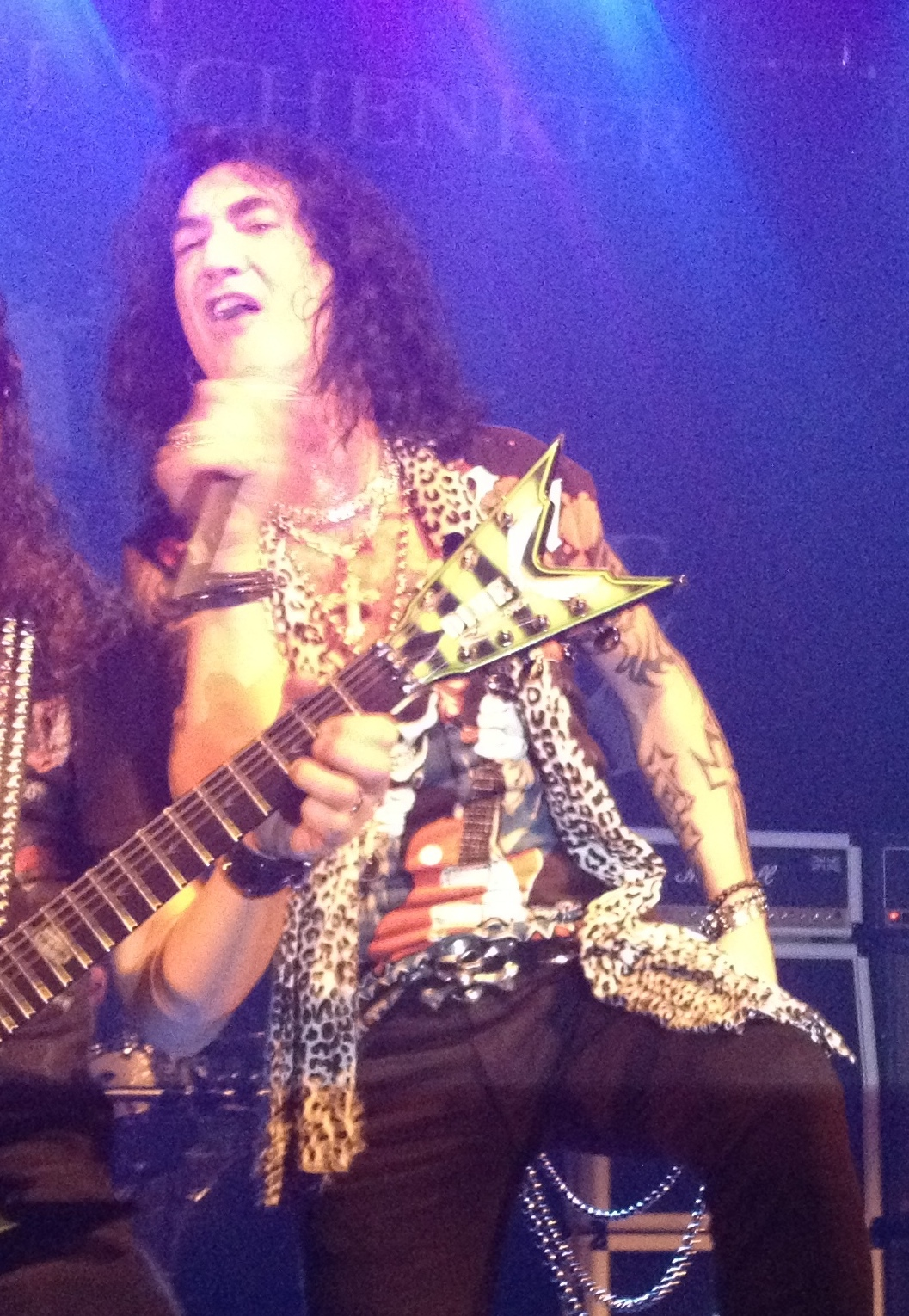
McAuley während eines Konzerts 2012 in New York

Robin McAuley (* 20. Januar 1953 in County Meath) ist ein irischer Rocksänger, der hauptsächlich als Sänger der McAuley Schenker Group bekannt wurde.

## Karriere
McAuley war Sänger der Band Grand Prix, mit der er zwei Alben aufnahm. Zwischen diesen Projekten war er Mitglied der Gruppe Far Corporation und veröffentlichte außerdem eine Solo-Single – ein Cover des von Paul Ryan geschriebenen Songs Eloise.
Mit der McAuley Schenker Group nahm er ab 1986 die Studio-Alben: Perfect Timing, Save Yourself und M.S.G. auf; die Platte Unplugged Live und die EP Nightmare - The Acoustic M.S.G. Ferner produzierte er mit Michael Schenker das Iron-Maiden-Tribut Run to the Hills sowie eine „re-recorded Version“ des Liedes Save Yourself.
1994 erschien eine Coverversion des Steely-Dan-Songs Rikki Don’t Lose That Number, die McAuley gemeinsam mit Frank Farian aufgenommen hatte. Er veröffentlichte zudem das Solo-Album Business As Usual exklusiv in Japan. Darüber hinaus war er an diversen Tribut-Alben beteiligt sowie an zwei Scheiben von The V-Project. Er war von 2006 bis 2011 Leadsänger der Band Survivor, 2012 übernahm er diese Position im amerikanischen Teil der Michael Schenker´s Temple of Rock-Tournee. Seit 2016 war er festes Mitglied der Formation Michael Schenker Fest des deutschen Rock-Gitarristen Michael Schenker sowie anschließend, jedoch aktuell ausschließlich für Konzerte, der Sänger der Michael Schenker Group (MSG).
2019 gewann ihn Frontiers Records für ein Projekt, mit dessen Realisierung Jeff Pilson (Dokken, Foreigner) beauftragt wurde. Pilson stellte für McAuley eine Band zusammen, der McAuley, Pilson (Bass), Reb Beach (Gitarre), und Matt Starr (Schlagzeug) angehören. Die Gruppe gab sich den Namen Black Swan und nahm das Album Shake the World auf, das im Februar 2020 veröffentlicht wurde.
Am 7. Mai 2021 erschien McAuleys zweites Soloalbum, Standing on the Edge, das er ebenfalls auf Betreiben seiner Plattenfirma, Frontiers Records, aufnahm. Am 17. Februar 2023 veröffentlichte er sein drittes Soloalbum, Alive, das ebenfalls bei Frontiers Records erschien.

## Diskografie

### Solo
- 1999: Business As Usual
- 2021: Standing on the Edge
- 2023: Alive
- 2025: Soulbound

### Grand Prix
- 1982: There For None To See
- 1983: Samurai

### Far Corporation
- 1985: Division One
- 1994: Solitude

### McAuley Schenker Group
- 1987: Perfect Timing
- 1989: Save Yourself
- 1992: M.S.G.
- 1992: Nightmare - The Acoustic M.S.G.
- 1993: Unplugged - Live

### Michael Schenker Group (MSG)
- 2006: Tales of Rock’N’Roll - Twenty-Five Years Celebration (Robin McAuley wirkt auf diesem Album lediglich in einem Titel als Gast mit. Text und Gesang des Liedes Tell A Story stammt von ihm, die Musik von Michael Schenker).
- 2021: Immortal (McAuley wirkt auf diesem Album lediglich im Lied In Search of the Peace of Mind als Gastsänger mit).

### Michael Schenker
- 2011: Temple of Rock (McAuley wirkt als Gast auf diesem Album lediglich im Titel Lover´s Sinfony mit. Text und Gesang stammt von ihm, die Musik von Michael Schenker).

### Michael Schenker Fest
- 2017: Live - Tokyo International Forum Hall A (Konzert vom 24. August 2016. McAuley ist hier, neben Gary Barden und Graham Bonnet, einer von drei ex-MSG-Sängern).
- 2018: Resurrection (Erstes Michael-Schenker-Fest-Studio-Album mit den drei ex-MSG-Sängern aus den 1980er-Jahren: Gary Barden, Graham Bonnet und Robin McAuley, sowie Sänger Doogie White von Michael Schenker´s Temple of Rock).
- 2019: Revelation (Zweites Michael-Schenker-Fest-Studio-Album mit den drei ex-MSG-Sängern aus den 1980er-Jahren: Gary Barden, Graham Bonnet und Robin McAuley, sowie Sänger Doogie White von Michael Schenker´s Temple of Rock).

### Black Swan
- 2020: Shake the World
- 2022: Generation Mind